# Pretendenți la tronul Moldovei
Pretendenții la tronul Moldovei au fost cel mai adesea boieri care au întreprins acțiuni pentru dobândirea celei mai înalte dregătorii a statului medieval.